# Jan Hillebrand Wijsmuller
Jan Hillebrand Wijsmuller (Amsterdam, 13 februari 1855 – aldaar, 23 mei 1925) was een Nederlands schilder.

## Leven en werk
Wijsmuller was een zoon van horlogemaker Abraham Jurriaan Machiel Wijsmuller en Maria Gesina Tierie. Hij volgde de tekenklas bij Felix Meritis, onder Louis Koopman. Bij Felix Meritis leerde hij Nicolaas van der Waay kennen, met wie hij later, onder August Allebé, aan de Rijksakademie van beeldende kunsten in Amsterdam studeerde en vervolgens enige tijd samen een atelier had. Hij vervolgde zijn studie aan de Academie in Den Haag en de Koninklijke Academie voor Schone Kunsten van Brussel.
In 1883 won hij de Willink van Collenprijs, een prijs voor jonge schilders. De prijs werd in de jaren daarvoor gewonnen door zijn vrienden Van der Waaij en Ernst Witkamp. Wijsmuller was lid van de Pulchri Studio in Den Haag en Arti et Amicitiae in Amsterdam. Hij vormde samen met Van der Waay, Ernst Witkamp, Carel Dake en een aantal anderen het Gezelschap M.A.B. (genoemd naar Michelangelo Buonarroti). Wijsmuller wordt gerekend tot de late Haagse school, hij schilderde vooral landschappen en stadsgezichten en aquarelleerde en etste ook.
Wijsmuller overleed op 70-jarige leeftijd en werd begraven op Zorgvlied.

## Enkele werken

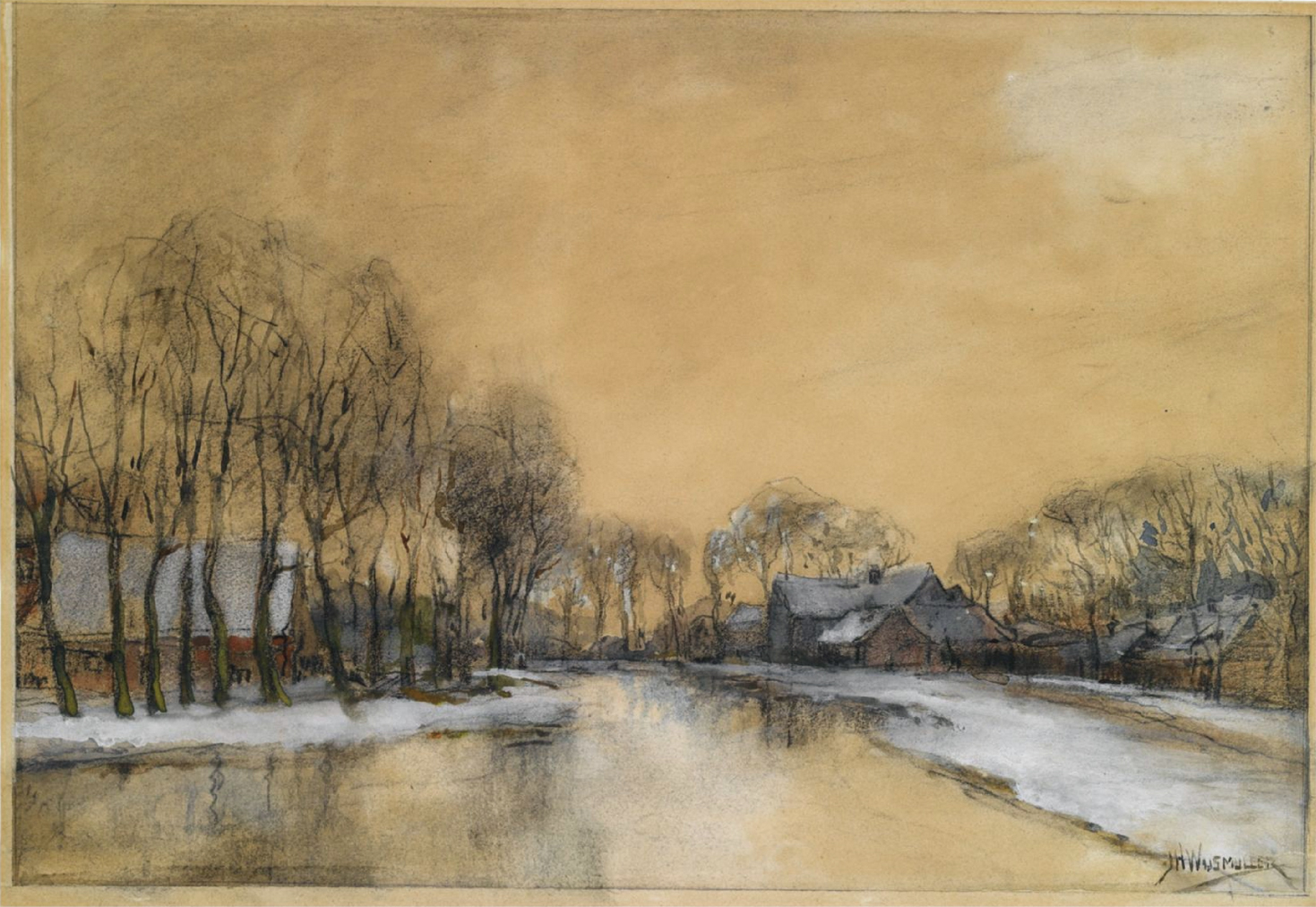
Winterlandschap
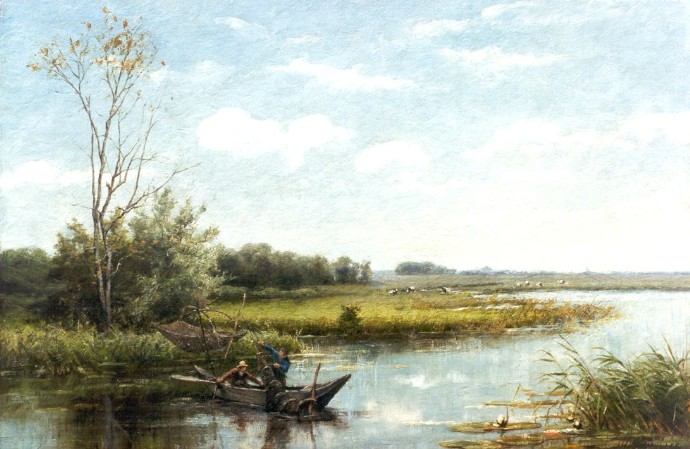
Het uitzetten van de fuiken
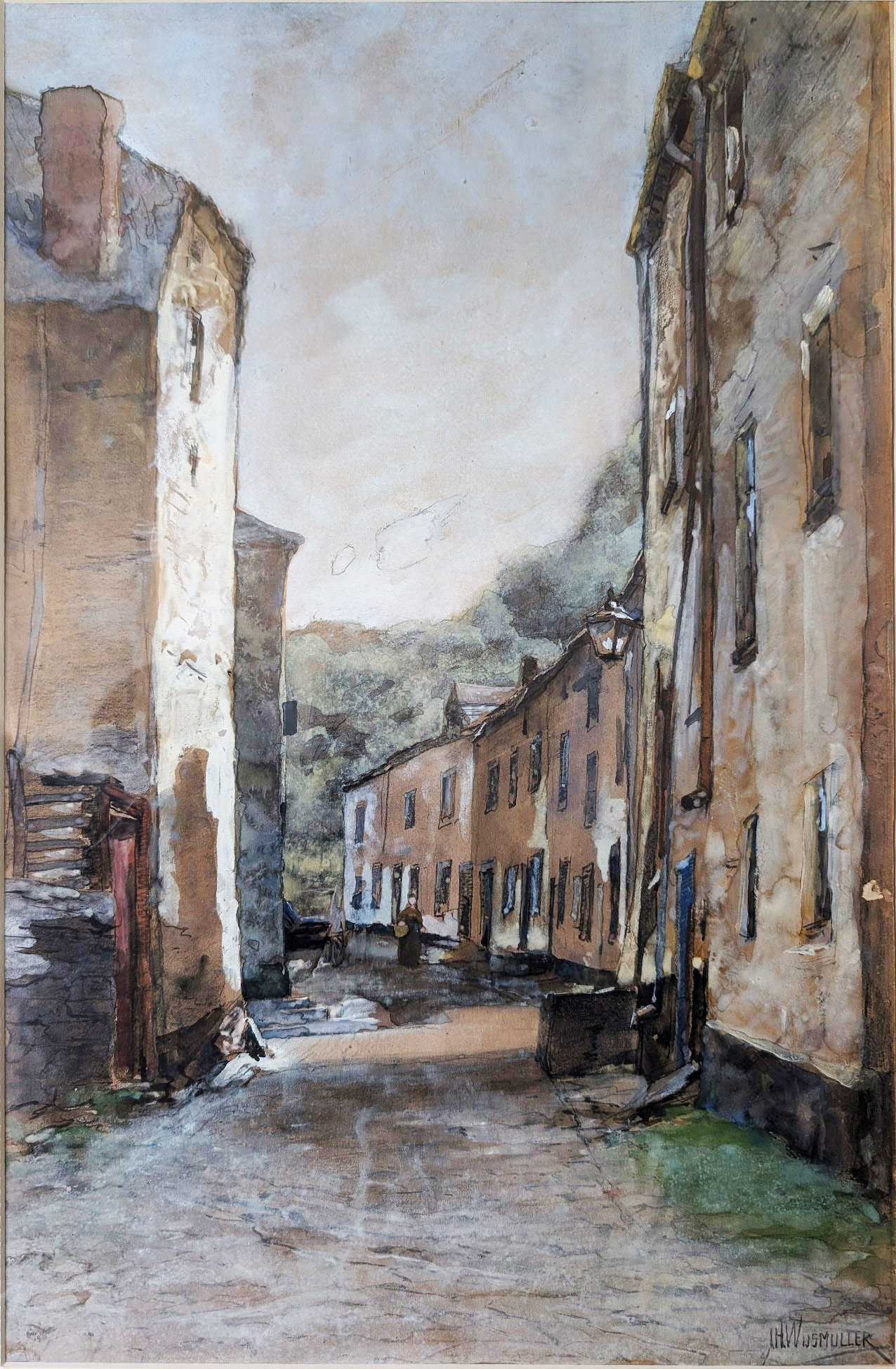
Een dame in de steeg
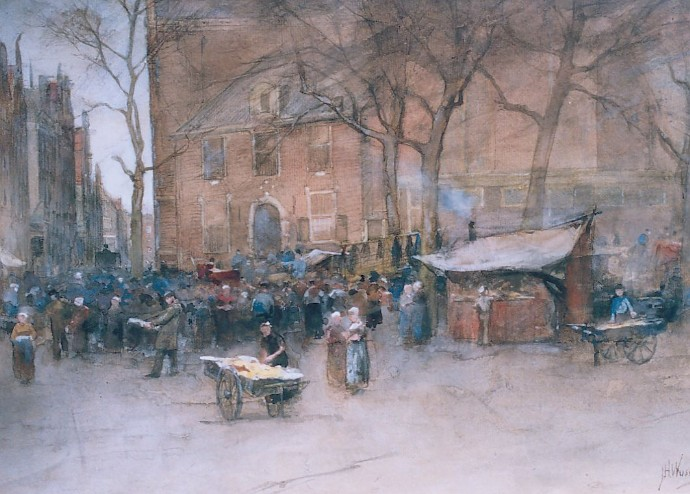
Markt bij de Noorderkerk in Amsterdam
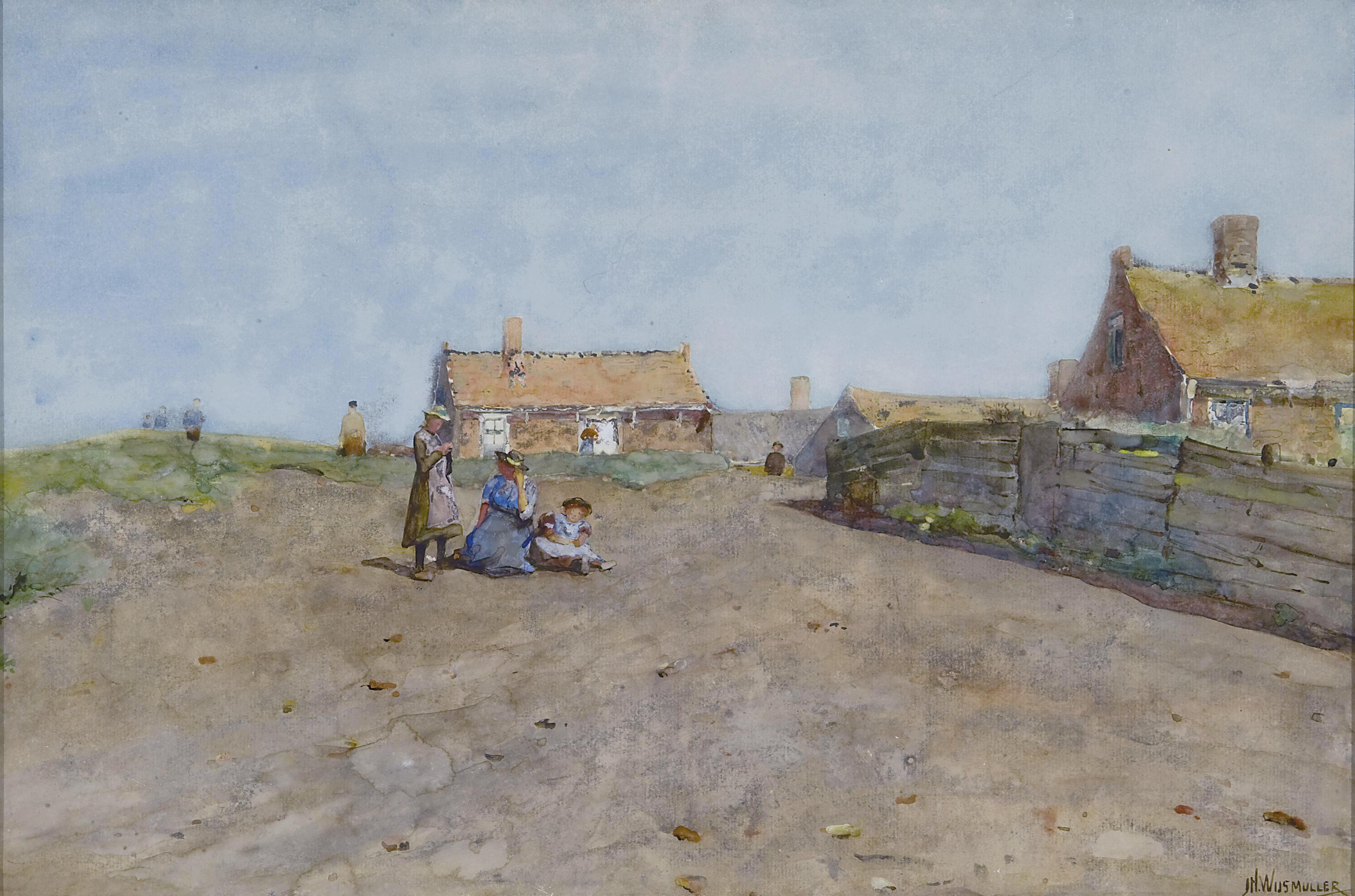
Meisjes in de duinen (vermoedelijk Katwijk)